# Feguš
Feguš je priimek v Sloveniji, ki ga je po podatkih Statističnega urada Republike Slovenije na dan 1. januarja 2010 uporabljalo 197 oseb in je med vsemi priimki po pogostosti uporabe uvrščen na 2.184. mesto.

## Znani nosilci priimka
- Andrej Feguš, minorit, župnik na Ptuju
- Andrej Feguš, violist
- Filip Feguš, violinist
- Jernej Feguš (*1983), violončelist
- Katja Feguš, foto
- Maks Feguš starejši (1911 - ?), organist, cecilijanec
- Maksimilijan Feguš (*1948), skladatelj, glasbeni pedagog, organist, dirigent, zborovodja
- Marjan Feguš, odvetnik v Celju, član sodnega sveta
- Marko Mitja Feguš, arhitekt
- Matej Feguš, podjetnik, čelist, plavalec
- Miha Feguš (1914 - ?), slavist, pedagog
- Robert Feguš, zborovodja
- Simon Peter Feguš (*1978), violinist
- Srečko Feguš (1958-2022), CD
- Vera Feguš, zlati grb mesta Mb